# Châteauneuf-les-Martigues
Châteauneuf-les-Martigues je naselje in občina v jugovzhodnem francoskem departmaju Bouches-du-Rhône regije Provansa-Alpe-Azurna obala. Leta 2006 je naselje imelo 11.829 prebivalcev.

## Geografija
Kraj se nahaja v pokrajini Provansi južno od lagune Étang de Berre 32 km zahodno od središča regije Marseilla.

## Uprava
Châteauneuf-les-Martigues je sedež kantona Châteauneuf-Côte-Bleue, v katerega so poleg njegove vključene še občine Carry-le-Rouet, Ensuès-la-Redonne, Gignac-la-Nerthe, Le Rove in Sausset-les-Pins s 43.948 prebivalci.
Kanton Châteauneuf-Côte-Bleue je sestavni del okrožja Istres.

## Zanimivosti
- ornitološki rezervat Barlatier,
- Na ozemlju občine se nahaja skala Font-des-Pigeons, najdišče iz mezolitika - po kraju imenovane prazgodovinske kulture Castelnovien.